# ألبرت بولي
ألبرت بولي (بالفرنسية: Albert Poli) هو مدرب كرة قدم ولاعب كرة قدم فرنسي في مركز الوسط، ولد في 21 مايو 1945 في Colzate ‏ في إيطاليا، وتوفي في 6 ديسمبر 2008 في سان مالو في فرنسا بسبب سرطان. لعب مع باريس سان جيرمان وستاد رين ونادي أنجيه ونادي روان.

## وصلات خارجية
- ألبرت بولي على موقع قاعدة بيانات كرة القدم.إي يو (الإنجليزية)
- ألبرت بولي على موقع ليكيب (الفرنسية)
- ألبرت بولي على موقع عالم كرة القدم.نت (الإنجليزية)